# Bruno I de Harcourt
Bruno I de Harcourt (Holstein, Saxony-Anhalt, Alemanha, entre 726 e 730 - 775) foi um cavaleiro medieval na Saxónia, senhor da guerra de origem viquingue.

## Relações familiares
Foi filho de Vernicino de Wettin (715 - 768) e de Cunhilda de Rugen. Casou cerca de 750, região de Holsácia, Sachen-Anhalt, de onde era natural, tendo sido pai de Bruno II de Harcourt, homem que tal como seu pai era de origem viquingue. Viveu na França onde foi duque dos Saxões de Angrie, pai de Bernardo, o Dano e o primeiro senhor da Casa de Harcourt.